# Macrolabis pedicularidis
Macrolabis pedicularidis är en tvåvingeart som beskrevs av Fedotova 2004. Macrolabis pedicularidis ingår i släktet Macrolabis och familjen gallmyggor.
Artens utbredningsområde är Kazakstan. Inga underarter finns listade i Catalogue of Life.